# Bosquerola de capell cendròs
La bosquerola de capell cendròs (Setophaga magnolia) és una espècie d'ocell de la família dels parúlids (Parulidae) que habita boscos de coníferes i mixtos des del nord-est de la Colúmbia Britànica cap a l'est, a través del sud del Canadà fins a Terranova i cap al sud fins al nord-est dels Estats Units i els Apalatxes fins a l'oest de Virgínia. Passen l'hivern a les Antilles i Amèrica Central.